# Perilitus harpali
Perilitus harpali är en stekelart som först beskrevs av Watanabe 1954.  Perilitus harpali ingår i släktet Perilitus och familjen bracksteklar. Inga underarter finns listade i Catalogue of Life.